# Alois Kreidl
Alois Kreidl (18. ledna 1864 Nové Hrady – 6. prosince 1928 Vídeň) byl fyziolog a pedagog.

## Život
Medicínu vystudoval na vídeňské univerzitě, titul doktora medicíny získal v roce 1888. V roce 1897 se stal posluchačem fyziologie, v roce 1900 docentem, v roce 1906 řádným profesorem. Od roku 1918 vedl vídeňský ústav obecné a srovnávací fyziologie. Experimentálně ukázal, že otolity u ryb jsou součástí smyslu pro rovnováhu. Spolu s Karplusem zkoumal hypothalamus.

## Vybraná díla
- Karplus JP, Kreidl A. Über Totalexstirpationen einer und beider Großhirnhemisphären an Affen (Macacus rhesus). Archiv für Physiologie 1/2, ss. 155-212 (1914)
- Beiträge zur Physiologie des Verdauungstrakte. I. Mitteilung. Muskelausschaltungen am Magendarmtrakt. (1907)